# کاکتوس انگورفرنگی
کاکتوس انگورفرنگی (نام علمی: Pereskia aculeata) نام یک گونه از سرده کاکتوس‌های گل‌سرخی است.